# Aram Sargsyan
Aram Sargsyan (in armeno Արամ Սարգսյան?; Ararat, 2 gennaio 1961) è un politico armeno.
È stato Primo ministro dell'Armenia dal novembre 1999 al maggio 2000.
È il fratello minore di Vazgen Sargsyan, militare e politico anch'egli Primo ministro, assassinato nel 1999, durante una sparatoria in parlamento .